# Ttukbaegi
El ttukbaegi es una olla de barro coreana no vidriada usada para cocinar o servir jjigae (estofado), guk (sopa) y otros platos cocidos de la cocina coreana.